# Душераздирающие бедствия Шерлока Холмса

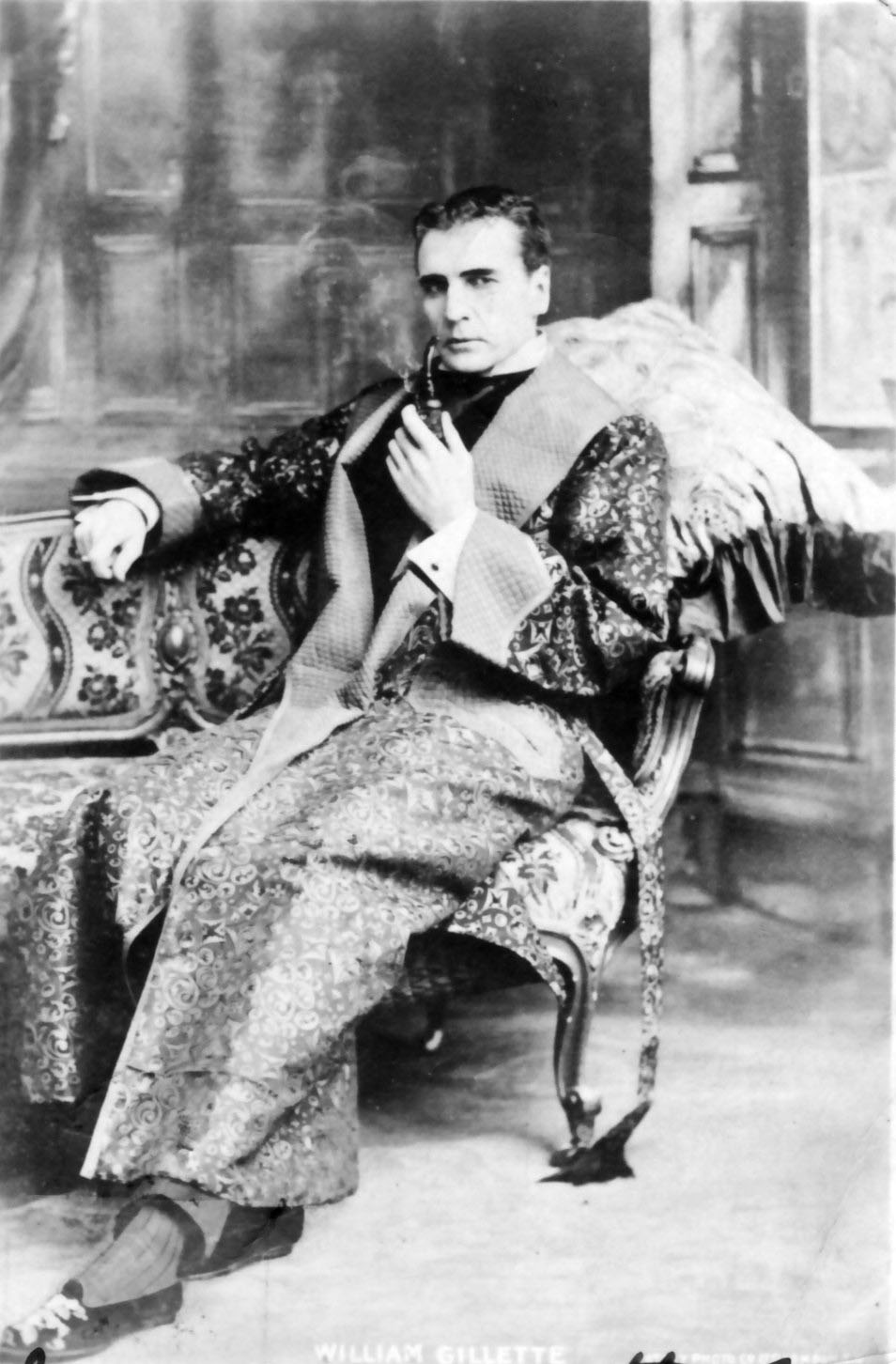
Уильям Джиллетт в образе Шерлока Холмса

«Душераздирающие бедствия Шерлока Холмса», также «Затруднительное положение Шерлока Холмса», «Шерлок Холмс попал в беду» (англ. The Painful Predicament of Sherlock Holmes) — пародийная одноактная пьеса американского актёра и драматурга Уильяма Джиллетта, созданная в 1905 году. За несколько лет до этого он прославился пьесой «Шерлок Холмс», в создании которой некоторое участие принимал писатель Артур Конан Дойл, автор произведений о приключениях великого детектива Шерлока Холмса. Под названием «Пугающие бедствия Шерлока Холмса» премьера комедийного скетча прошла в марте того же года, а под названием «Ужасающие бедствия Шерлока Холмса» в следующем месяце. Пьеса получила окончательное название — «Душераздирающие бедствия Шерлока Холмса» — при постановке в Лондоне. Она шла в качестве пьесы, предваряющей мелодраму Джиллетта «Кларисса», что не спасло последнюю от провала. В пьесе всего три главных персонажа, причём Шерлок Холмс не произносит ни слова.

## Действующие лица
- Гвендолин Кобб
- Шерлок Холмс
- Билли
- Два «умелых помощника»

## Сюжет
Авторский подзаголовок — «Фантазия в одной десятой акта». Действие происходит в квартире Шерлока Холмса на Бейкер-стрит — «примерно позавчера». Неожиданно в квартиру, несмотря на сопротивление юного слуги Билли, врывается молодая взвинченная безумная женщина Гвендолин Кобб. Ни на секунду не умолкая, она бессвязно рассказывает детективу про свои проблемы и про преступление, которое он должен раскрыть. Во время этого несмолкаемого монолога Холмс незаметно для посетительницы пишет записку, которую отдаёт Билли. После этого в квартире появляются два крупных мужчины в форме, видимо санитары из психиатрической лечебницы, которые забирают девушку с собой. Она уходит не сопротивляясь. После этого Билли говорит Холмсу, который за всё время действия не проронил ни слова: «Вы были правы, сэр, это оказался тот самый сумасшедший дом».

## Создание

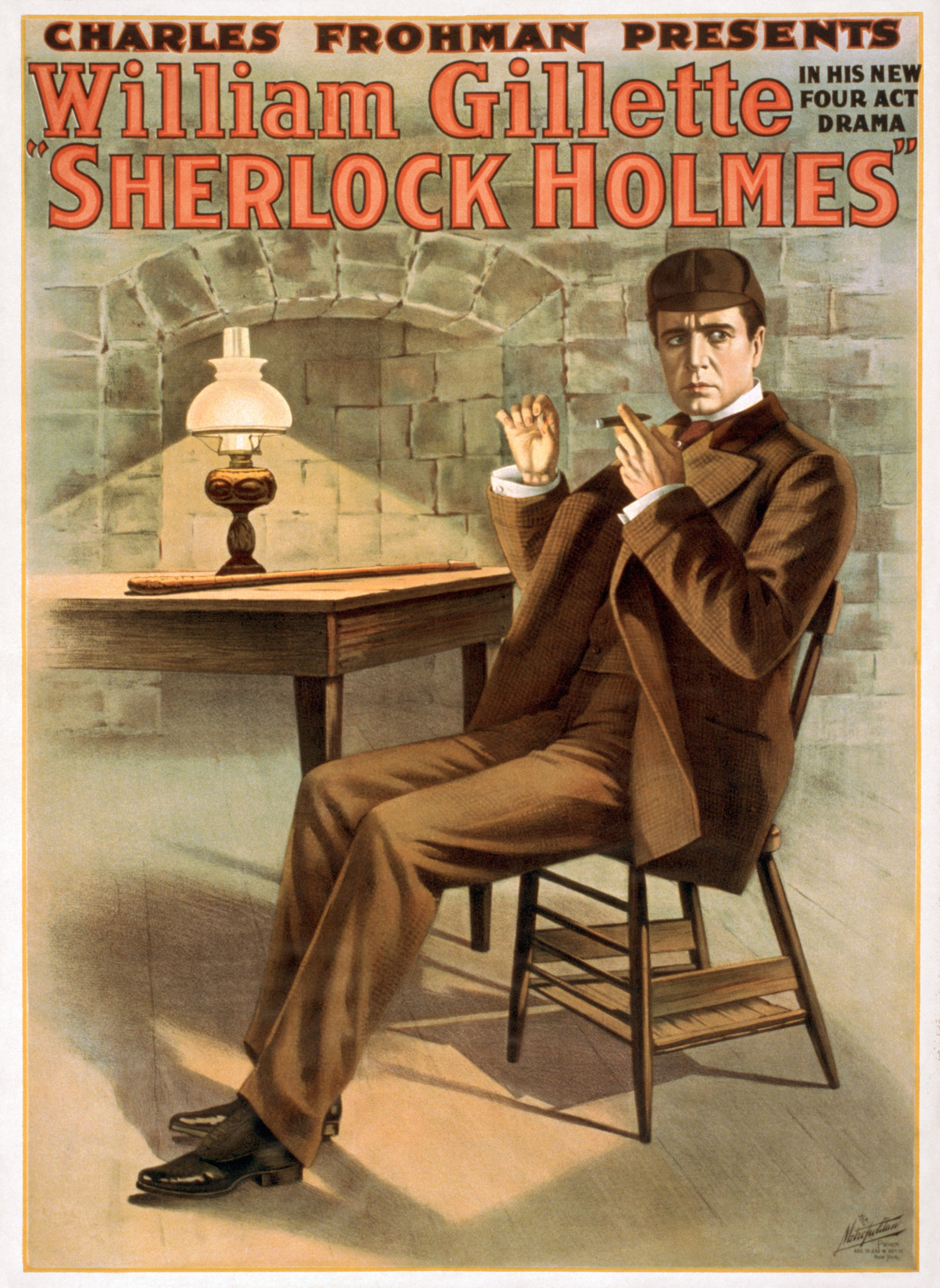
Уильям Джиллетт в роли великого детектива в пьесе «Шерлок Холмс»

Пьеса создана в марте 1905 года для бенефиса актёра Джозефа Холланда (англ. Joseph Holland ) в нью-йоркском театре Метрополитен-опера, где её премьера с автором в главной роли прошла 23 (по другим данным — 24) марта того же года. Первоначальное название — «Пугающие бедствия Шерлока Холмса» (англ. The Frightful Predicament of Sherlock Holmes). 14 апреля того же года под названием «Ужасающие бедствия Шерлока Холмса» (англ. The Harrowing Predicament of Sherlock Holmes) была представлена на благотворительном вечере в нью-йоркском театре «Критерион», где собирались пожертвования для Общества актёров. В 1899 году Джиллетт написал одну из первых пьес о Шерлоке Холмсе. В работе над ней принимал некоторое участие и Артур Конан Дойл (в изданиях они традиционно указываются как соавторы). Она имела значительный успех как в США, так и в Великобритании. Кроме того, она повлияла на развитие образа великого детектива. В ней также впервые появляется имя мальчика-слуги Шерлока Холмса — Билли, которому была отведена более значительная роль по сравнению с произведениями Дойла. В главной роли блистал Джиллетт, однако в Великобритании некоторые критиковали его игру за невнятную дикцию и тихий голос. Считается, что именно в связи с этим Холмс, по воле драматурга, не произнёс в пародийной пьесе ни единого слова.
В октябре 1905 года, находясь на гастролях в Лондоне, Джиллетт решил использовать пьесу в качестве интермедии к постановке в театре Дюк оф Йоркс (Duke of York`s ) своей провальной мелодрамы «Кларисса» (Clarice), премьера которой состоялась 13 сентября 1905 года. Именно для этой постановки пьеса получила окончательное название «Душераздирающие бедствия Шерлока Холмса». Роль Холмса играл Джиллетт, а на роль слуги он взял молодого Чарли Чаплина. До этого начинающий актёр около двух лет играл Билли на сценах английских провинциальных театров в предыдущей пьесе Джиллетта о Холмсе. Пресса положительно отзывалась о его игре. В одной из рецензий на «Бедствия» писалось, что актёр, как всегда, силён в роли безобидного, старательного слуги. Интермедия о Холмсе не спасла «Клариссу» от провала. Они шли на сцене до 14 октября 1905 года, после чего Джиллетт заменил их своей знаменитой пьесой «Шерлок Холмс», которая пользовалась большим успехом. Чаплин продолжил выступать в этой постановке в роли Билли до конца театрального сезона.